# Eois nigriceps
Eois nigriceps är en fjärilsart som beskrevs av W. Warren 1907. Eois nigriceps ingår i släktet Eois och familjen mätare. Inga underarter finns listade i Catalogue of Life.